# استودیوهای پلی‌استیشن
استودیوهای پلی‌استیشن (به انگلیسی: PlayStation Studios) یک گروه از توسعه‌دهندگان بازی ویدئویی است که توسط سونی اینتراکتیو انترتینمنت در تاریخ ۱۴ سپتامبر ۲۰۰۵ با منصوب شدن فیل هریسون به عنوان رئیس این بخش تأسیس شد.
در ۱۶ مه ۲۰۰۸، شوهی یوشیدا به عنوان رئیس جدید معرفی شد. در آوریل ۲۰۱۶، بعد از ادغام «سونی کامپیوتر انترتینمنت» با «سونی نتورک انترتیمنت»، نام این بخش از «استودیوهای جهانی سونی کامپیوتر انترتینمنت» به «استودیوهای جهانی سونی اینتراکتیو انترتینمنت» تغییر پیدا کرد. در ۷ نوامبر ۲۰۱۹، هرمن هالست به عنوان رئیس جدید جایگزین شوهی یوشیدا شد.
با انتشار پلی‌استیشن ۵ در سال ۲۰۲۰، استودیوهای جهانی تصمیم گرفتند تمامی بازی‌های توسعه‌یافته را تحت عنوان «استودیوهای پلی‌استیشن» (به انگلیسی: PlayStation Studios) منتشر کنند.

## استودیوها

### استودیوهای کنونی
استودیوهای پلی‌استیشن، در مجموع ۲۲ استودیوی فعال و ۱۲ استودیوی غیرفعال دارد که عبارتند از:
| نام                 | مکان                    | بنیان‌گذاری شده در: | تحت‌مالکیت از: | توضیحات و عرضه‌های برجسته |
| ------------------- | ----------------------- | ------------------ | ------------- | --- |
| استودیو بند         | بند، اورگن              | ۱۹۹۳               | ۲۰۰۰          | سایفون فیلتر، روزهای از دست رفته، آنچارتد: ژرفای طلایی، رزیستنس: قصاص                                                             |
| بلوپوینت گیمز       | آستین                   | ۲۰۰۶               | ۲۰۲۱          | این استودیو در بازسازی و بازسازی بازی‌های ویدیویی، مانند آنچارتد: مجموعه نیتن دریک، سایه کلوسوس و ارواح شیطانی تخصص دارد.          |
| دارک اوتلا گیمز     | لس آنجلس                | ۲۰۲۵               | —             | — |
| فابریک گیمز         | منچستر                  | ۲۰۱۴               | ۲۰۲۱          | استودیوی پشتیبان برای فایراسپرایت                                                                                                 |
| فایراسپرایت         | لیورپول                 | ۲۰۱۲               | ۲۰۲۱          | بدو سک‌بوی! بدو!، هورایزن آوای کوه                                                                                                 |
| گوریلا گیمز         | آمستردام                | ۲۰۰۰               | ۲۰۰۵          | قتلگاه، هورایزن زیرو داون، هورایزن غرب ممنوعه                                                                                     |
| هیون استودیوز       | مونترآل                 | ۲۰۲۱               | ۲۰۲۲          | Fairgame$ |
| هاوس‌مارک            | هلسینکی                 | ۱۹۹۵               | ۲۰۲۱          | سوپر استارداست، رزوگان، ریترنال، ساروس                                                                                            |
| اینسامنیاک گیمز     | بربنک، کالیفرنیا        | ۱۹۹۴               | ۲۰۱۹          | اسپایرو، رچت و کلنک، رزیستنس، مرد عنکبوتی، مرد عنکبوتی ۲، مرد عنکبوتی: مایلز مورالس، ولورین                                       |
| اینسامنیاک گیمز     | دورهام، کارولینای شمالی | ۱۹۹۴               | ۲۰۱۹          | اسپایرو، رچت و کلنک، رزیستنس، مرد عنکبوتی، مرد عنکبوتی ۲، مرد عنکبوتی: مایلز مورالس، ولورین                                       |
| استودیو مالزی       | کوالا لامپور            | ۲۰۲۰               | —             | پشتیبان برای عناوین انحصاری، مانند آخرین بازمانده از ما قسمت ۱ و ام‌ال‌بی شو ۲۲                                                     |
| مدیا مولکول         | گیلدفورد                | ۲۰۰۶               | ۲۰۱۰          | بزرگ‌سیاره کوچک، بی‌پروا، دریمز |
| ناتی داگ            | سانتا مونیکا            | ۱۹۸۴               | ۲۰۰۱          | کراش باندیکوت، جک و داکستر، آنچارتد، آخرین بازمانده از ما، میان‌کهکشانی: پیامبر مرتد                                               |
| نیکسِز سافت‌ور        | اوترخت                  | ۱۹۹۹               | ۲۰۲۱          | پورت‌های ویندوز و پشتیبانی برای عناوین مختلف اول‌شخص پلی‌استیشن؛ پورت هل دایورز ۲ برای ایکس‌باکس سری اکس و سری اس                     |
| پولی‌فونی دیجیتال    | توکیو                   | ۱۹۹۸               |               | گرن توریسمو |
| استودیو سن دیگو     | سن دیگو                 | ۲۰۰۱               | —             | ام‌ال‌بی شو |
| استودیو سن ماتیو    | سان ماتیو               | ۱۹۹۸               | —             | استودیوی پشتیبان برای توسعه‌دهندگان دوم‌شخص                                                                                         |
| استودیو سنتا مونیکا | لس آنجلس                | ۱۹۹۹               | —             | کینتیکا، خدای جنگ |
| ساکر پانچ پروداکشنز | بلویو، واشینگتن         | ۱۹۹۷               | ۲۰۱۱          | اسلای کوپر، بدنام، شبح تسوشیما، شبح یوتئی                                                                                         |
| تیم اسوبی           | توکیو                   | ۲۰۱۲               | ۲۰۲۱          | پلی‌روم، استرو پلی‌روم، استرو: مأموریت نجات، آسترو بات                                                                              |
| تیم‌ال‌اف‌جی           | بلویو، واشینگتن         | ۲۰۲۵               | —             | — |
| والکری انترتینمنت   | سیاتل                   | ۲۰۰۲               | ۲۰۲۱          | استودیوی پشتیبان برای فرنچایزهای مختلفی مانند بدنام، خدای جنگ و فلز درهم‌تنیده است.                                                |
| اکس‌دِو               | لیورپول                 | ۲۰۰۰               | —             | با توسعه‌دهندگان خارجی در سراسر اروپا، روی پروژه‌هایی مانند آنتیل داون و دیترویت: بیکام هیومن کار می‌کند.                            |
| اکس‌دِو               | توکیو                   | ۲۰۲۰               | —             | با توسعه‌دهندگان خارجی در سراسر کره جنوبی و ژاپن، روی پروژه‌هایی مانند قیام رونین، استلار بلید و دث استرندینگ ۲: در ساحل کار می‌کند. |

### استودیوهای پیشین
| نام                   | مکان                | بنیان‌گذاری شده در: | تحت‌مالکیت از: | خارج‌شده از مالکیت در: | سرنوشت                                                            |
| --------------------- | ------------------- | ------------------ | ------------- | --------------------- | ----------------------------------------------------------------- |
| بیگ‌بیگ استودیوز       | رویال لیمینگون اسپا | ۲۰۰۱               | ۲۰۰۷          | ۲۰۱۲                  | تعطیل شده                                                         |
| اولوشن استودیوز       | رانکورن             | ۱۹۹۹               | ۲۰۰۷          | ۲۰۱۶                  | تعطیل شده                                                         |
| فایرواک استودیوز      | بلویو، واشینگتن     | ۲۰۱۸               | ۲۰۲۳          | ۲۰۲۴                  | تعطیل شده                                                         |
| گوریلا کمبریج         | کمبریج              | ۱۹۹۷               | —             | ۲۰۱۷                  | تعطیل شده                                                         |
| اینکوگنیتو انترتینمنت | سالت‌لیک‌سیتی         | ۱۹۹۹               | ۲۰۰۲          | ۲۰۰۹                  | تعطیل شده                                                         |
| استودیو ژاپن          | توکیو               | ۱۹۹۳               | —             | ۲۰۲۱                  | سازماندهی مجدد داخلی میان استودیوها، اکثراً منتقل شده به تیم اسوبی |
| استودیو لندن          | لندن                | ۲۰۰۲               | —             | ۲۰۲۴                  | تعطیل شده                                                         |
| استودیو منچستر        | منچستر              | ۲۰۱۵               | —             | ۲۰۲۰                  | تعطیل شده                                                         |
| نئون کوی              | برلین               | ۲۰۲۰               | ۲۰۲۲          | ۲۰۲۴                  | تعطیل شده                                                         |
| نئون کوی              | هلسینکی             | ۲۰۲۰               | ۲۰۲۲          | ۲۰۲۴                  | تعطیل شده                                                         |
| پیکسلوپوس             | سان ماتیو           | ۲۰۱۴               | —             | ۲۰۲۳                  | تعطیل شده                                                         |
| استودیو لیورپول       | لیورپول             | ۱۹۸۴               | ۱۹۹۳          | ۲۰۱۲                  | تعطیل شده                                                         |
| زیپر اینتراکتیو       | ردموند، واشینگتن    | ۱۹۹۵               | ۲۰۰۶          | ۲۰۱۲                  | تعطیل شده                                                         |